# Ion Moța
Ion I. Moța (ur. 5 lipca 1902 w Orăștie, zm. 13 stycznia 1937 w Majadahondzie) – rumuński działacz i bojówkarz faszystowski.

## Życiorys
W latach 1920–1921 studiował prawo na uniwersytecie w Paryżu. W następnych latach studiował też na uniwersytetach w Klużu-Napoce, Jassach i Grenoble. Okres studiów zakończył w 1932 r. W międzyczasie na uniwersytecie w Klużu-Napoce założył nacjonalistyczną grupę studencką Akcja Rumuńska (Acțiunea Românească). Odwoływała się ona do myśli Charles’a Maurras’a i działalności Action Française. W tym czasie Ion I. Moța spotkał na antysemickim zjeździe studentów Corneliu Zelea Codreanu. Opracowali oni plan zabicia głównych rumuńskich polityków i przywódców rumuńskich Żydów jako zdrajców narodu i korumpujących życie polityczne. Obaj zostali jednak aresztowani 8 października 1923 r. w Bukareszcie i uwięzieni. Po wyjściu na wolność Ion I. Moța zastrzelił w marcu 1924 r. jednego z członków konspiracji za zdradę. Otrzymał za to karę 2 lat w więzieniu w Gałaczu, ale został zwolniony już 29 września tego roku. Następnie został przez C.Z. Codreanu mianowany przywódcą bojówek Frăția de Cruce. We wrześniu 1925 r. wziął udział w Światowym Kongresie Antysemickim. Po utworzeniu Legionu Michała Archanioła 24 czerwca 1927 r., został zastępcą C.Z. Codreanu. W 1934 r. reprezentował organizację na Międzynarodowym Zjeździe Faszystowskim w Montreux. Objął funkcję wiceprzewodniczącego politycznego skrzydła Żelaznej Gwardii.
Pod koniec 1936 r. wraz z kilkoma innymi działaczami wyjechał do ogarniętej wojną domową Hiszpanii, gdzie wstąpił do wojsk nacjonalistycznych gen. Francisco Franco. Zginął pierwszego dnia walki, 13 stycznia 1937 r., pod Majadahonda na froncie madryckim. 13 lutego tego roku w Bukareszcie odbył się jego uroczysty pogrzeb, w którym uczestniczyli ministrowie z III Rzeszy i Włoch oraz frankistowska delegacja z Hiszpanii, przedstawiciele Portugalii, Japonii i Polski. 13 stycznia 1938 r. na cześć Iona I. Moțy i Vasile Marina C.Z. Codreanu utworzył specjalny elitarny Moța-Marin Korpus pod dowództwem Alexandru Cantacuzino. 13 września 1970 r. w Majadahonda z inicjatywy generała F. Franco został wybudowany pomnik, na którym widnieje m.in. nazwisko Iona I. Moțy.